# 사우스이스트 멜버른 피닉스
사우스이스트 멜버른 피닉스(영어: South East Melbourne Phoenix)는 빅토리아주 멜버른을 연고지로 하는 NBL 소속 프로 농구 팀이다. 홈경기장은 멜버른 아레나이다.